# BCAD
bCAD — 2- и 3-мерная система автоматизированного проектирования, разработанная российской компанией ПроПро Группа.
bCAD представляет собой интегрированный пакет для двумерного черчения, объёмного моделирования и реалистичной визуализации. Система получила широкое распространение в мебельном производстве и дизайне интерьеров, программный продукт bCAD Мебель является одной из самых распространенных САПР для мебельного производства на российском рынке, наряду с такими программами как БАЗИС и К3-Мебель. В конце 1990-х годов система bCAD продвигалась производителем как недорогая альтернатива САПР среднего и начального уровня для инженерного и архитектурно-строительного проектирования, однако, несмотря на достаточно развитые средства проектирования, в других отраслях промышленности система не получила значительного распространения.

## История версий bCAD
- Версия 0.1 — 1991 (для рабочей станции KRONOS)
- Версия 1.0 — 1992 (16-разрядная версия для ПК, DOS)
- Версия 2.0 — 1994 (32-разрядная версия для DOS)
- Версия 2.2 — 1995 (появление продвинутых технологий визуализации)
- Версия 3.0 — Июль 1996 (первая коммерческая версия для Windows95)
- Версия 3.4 — 1997 (динамическая визуализация посредством технологии OpenGL)
- Версия 3.5 — Октябрь 1997 (первая версия пакета с Java API)
- Версия 3.9.2 — Май 2007
- Версия 3.9.3 — Сентябрь 2009
- Версия 3.10 — Март 2010
- Версия 4.0 — осень 2017

## Продукты на базе bCAD
- bCAD — универсальный графический редактор — базовая версия пакета.

Прочие продукты компании ПроПро Группа созданы на его основе путём добавления внешних приложений, специализированных инструментов и наборов специфических блоков.
Программа позволяет использовать как двухмерную, так и трёхмерную технологию проектирования. Имеются встроенные средства фотореалистичной визуализации.
- bCAD Мебель — программа для автоматизации проектирования корпусной мебели.

Пакет включает в себя универсальный графический редактор bCAD, оснащённый набором дополнительных специализированных приложений и инструментов для ускорения и облегчения проектирования корпусной мебели.
В числе дополнительных приложений: мастера для быстрого создания стандартных простых, фигурных и гнутых панелей, работы с крепежом и фурнитурой, мастер шкафа-тумбы, инструменты полуавтоматического создания чертежей, отчёта-сметы, подсчёта расхода материала и система оптимизации раскроя листовых деталей.
В комплект bCAD Мебель также входит о библиотека готовых проектов, мебельной фурнитуры и текстур материалов.
В версии bCAD Мебель-Про существует возможность работы с профильными деталями, что позволяет использовать детали с произвольным сечением, созданные по произвольному пути изгиба, вести банк и проводить раскрой профилей, формировать объёмную кромку панели.
- bCAD Салон — программная система, предназначенная для автоматизации продажи мебели в торговом зале, в непосредственном контакте с покупателем, и предварительного дизайна помещения. Пакет позволяет облегчить процесс компоновки комплектов мебели и получения учётной документации. Кроме мебели, в комплекте можно учитывать и другие элементы интерьера, а также встраиваемое оборудование.
- bCAD Витрина — программная система, предназначенная для автоматизации торгового дизайна, в непосредственном контакте с заказчиком. Пакет позволяет убыстрить процесс компоновки торговых помещений, оснащения их оборудованием и получения учётной документации. Отличается от bCAD Салон в основном набором блоков.
- bCAD Дизайнер  — специализированный комплект, ориентированный на выполнение архитектурных работ и проектирование интерьеров. Пакет включает в себя базовый модуль bCAD со встроенными средствами визуализации, расширенный по отношению к стандартной версии набор материалов и библиотеку готовых элементов — офисной и домашней мебели, источников освещения, манекены людей, растения. В случае необходимости получения высококачественной фотореалистичной визуализации обычно используются сторонние программы, например Cinema 4D. Это связано, с тем, что возможности встроенных средств, в плане визуализации довольно ограничены.
- bCAD Инженер  — специализированный комплект, ориентированный на выполнение инженерных проектов и оформления технической документации и чертежей в соответствии с требованиями ЕСКД. Пакет, кроме базового модуля bCAD, включает в себя ряд дополнительных приложений, предназначенных для работы со стандартным машиностроительным крепежом, подшипниками, типовым чертежным обозначениями, стандартными бланками и форматами и т. п. В состав пакета входят инструменты по созданию сложных поверхностей кривизны третьего порядка, а также приложения для расчёта массы и моментов инерции тел сложной формы, в том числе имеющих полости.
- bCAD Студент — специализированная бесплатная версия, ориентированная на выполнение учебных проектов студентами инженерных специальностей, оформления технической документации и чертежей в соответствии с требованиями ЕСКД. Пакет, помимо базового модуля bCAD, включает в себя дополнительные внешние приложения, предназначенные для работы с типовыми чертежными обозначениями, создания бланков и форматов и т. п. В составе bCAD Студент имеется подробная встроенная система помощи, в том числе и учебник для начинающих. В студенческой версии ограничено количество объёмных объектов (не может превышать 50), а размер получаемого фотореалистического изображения ограничен 640х480. Использование учебной версии в коммерческих целях запрещено.

## Обмен данными со сторонними приложениями
Помимо собственного формата файлов BDF, bCAD поддерживает форматы DWG, DXF, 3DS и STL. Это позволяет эффективно обмениваться данными между различными приложениями, что частично компенсирует такие недостатки bCAD, как высокая сложность внедрения макросов и ограниченные возможности рендеринга.
Чтение и запись DWG и DXF основаны на библиотеках, разрабатываемых Open Design Alliance.
В последнее время развивается выдача информации для учётных и обрабатывающих программ в формате XML